# Karel Leger
Karel Leger (21. září 1859 Kolín – 6. dubna 1934 Kolín) byl český básník, spisovatel a dramatik, sedlák v Kolíně. Proslavil se zejména epickými básněmi a veršovanými povídkami, zasazenými do rodného Polabí, v nichž vyjádřil lásku k vlasti a satirickou kritiku maloměstského prostředí. Psal i prózu a s nevelkým úspěchem také divadelní hry. Je řazen mezi realisty, s prvky romantismu a fantastiky. Některé práce publikoval pod pseudonymy Karel Lenský, Kryštof Červíček, Vlasta Veselá a Verus.

## Život
Narodil se 21. září 1859 v Kolíně, v rodině měšťana Františka Legera a Barbory Legerové-Davidové. Měl tři sourozence: Lidmilu (1853), Josefa (1855) a Barboru (1856). Za ženu měl Marii Legerovou-Rajskou, se kterou měl pět dětí: Marii (1882), Jaroslava (1884), Milenu (1885–1896), Karla (1887) a Vladimíra (1889–1892).
Roku 1869 začal studovat na gymnáziu v Klatovech, kde jako učitel působil manžel jeho sestřenky Bedřich Pošík. Studium pro něj bylo velmi podnětné — vyučoval tam mimo jiné spisovatel Alois Vojtěch Šmilovský, ve vyšších ročnících studovali Jaroslav Vrchlický a Josef Thomayer.
Roku 1873 odešel spolu s Pošíkem na akademické gymnázium do Prahy. V roce 1878 odmaturoval a začal publikovat své první básně. Po absolvování vojenské služby se roku 1881 vrátil do Kolína a převzal vedení rodinného statku. Ten se stal jeho základním zdrojem obživy do konce života.
Patřil mezi známé osobnosti. Účastnil se veřejného a hospodářského života v Kolíně. Roku 1897 byl přijat za dopisujícího člena České akademie. Jeho padesáté, šedesáté i sedmdesáté narozeniny byly v celostátním tisku připomínány pochvalnými články. Roku 1934 vyšla pamětní publikace Karlu Legrovi v roce jeho 75. narozenin, obsahující 26 prozaických a veršovaných příspěvků, hodnotících Legera jako osobnost i jako spisovatele. Přispěli do ní např. Josef Svatopluk Machar, František Xaver Svoboda, Jaromír Borecký, Antonín Klášterský, Ignát Herrmann, František Serafínský Procházka, Miloslav Hýsek a další.

Zemřel 6. dubna 1934, pohřben byl do rodinné hrobky v Kolíně za účasti zástupců Sokola, agrární strany, Ústřední matice školské a několika literátů (Miloslav Hýsek, Rudolf Krupička, Adolf Wenig a další). 

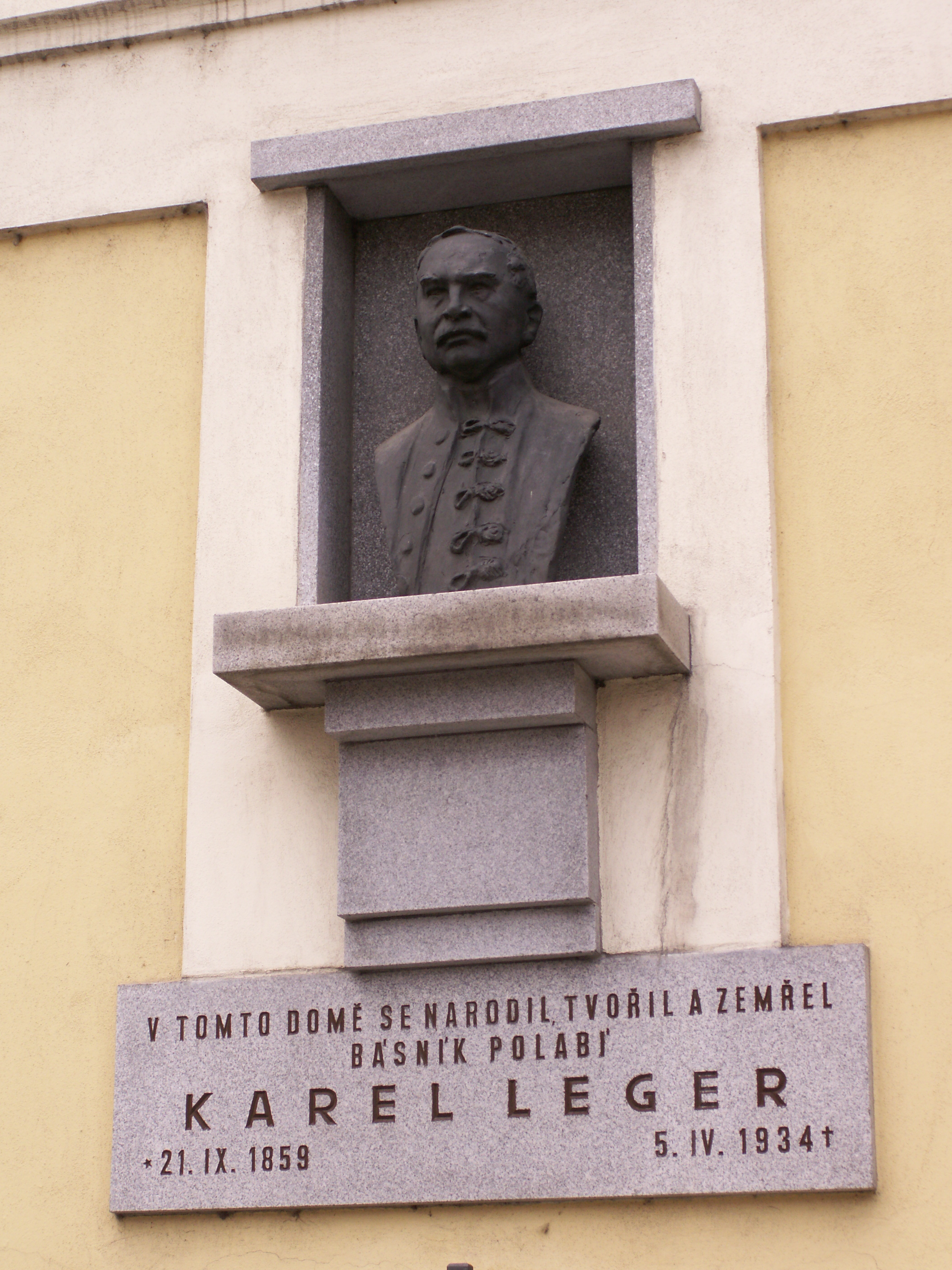
pamětní deska v Legerově ulici, Kolín

Na domě, kde žil, byla umístěna bronzová pamětní deska, později roztavená Němci za druhé světové války. Po válce byla nahrazena kamennou kopií, která však byla odcizena. Současná busta pochází z roku 1994 od sochaře Václava Frýdeckého.

## Dílo
Karel Leger měl talent k epické poezii. Příběhy vypravuje svěží a lehkou formou. Je realistou se sklonem k pohádkovému a fantastickému líčení. V jeho dílech, umístěných na venkov nebo do maloměstského prostředí, se projevuje romantika, humor, satira, ale také vážná a starostlivá kritika. Dosahoval silného dojmu s pomocí námětů z běžného života.
Nedosáhl takového věhlasu jako jeho mladší kolínský současník Josef Svatopluk Machar, ale na rozdíl od něj věnoval svůj talent domovskému regionu. Stal se básníkem rodného kraje. V kontrastu s lumírovci, představovanými zejména Jaroslavem Vrchlickým, se neorientoval na kulturu západní, ale na slovanskou. K jeho vzorům patřili zejména Alexandr Sergejevič Puškin, Michail Jurjevič Lermontov a Adam Mickiewicz.
První báseň (V zemi Lotofágů) publikoval pod pseudonymem K. Lenský v časopise Lumír v roce 1878. Jednou z jeho prvních prozaických prací byla humoristická povídka Venkovský žurnalista, uveřejněná v časopise Paleček v říjnu 1880. Roku 1882 přispíval do Herrmannova časopisu Švanda dudák pod pseudonymy Kryštof Červíček, Vlasta Veselá a Verus. S Františkem Kmochem komponoval sokolské písně; mezi legionáři byla například známá píseň Jdou sokolské šiky jdou. Knižně vyšly např.:
- Verše Karla Legera (1881), lyrika, první básnická sbírka[12]
- Zapomenuté sny (1881), druhá a poslední sbírka lyrických básní[12]
- Poslední rusalka (1886) v Poetických besedách
- Povídky veršem (1887)
- Tři povídky (1887), veršované povídky V kostele, Labe a Na osamělém dvoře. Průhlednou, čistou a poetickou formou líčí tragické lidské příběhy[14]
- Drobné povídky a kresby (1895)
- Emancipovaná: satira z nedávných dob (1898), první významná próza. Popisuje trampoty inteligentní dámy v maloměstské společnosti.[15] Dílo se setkalo s odmítavou reakcí F. X. Šaldy[3]
- Fantastické povídky (1900), básnická sbírka
- Slepý: drama o jednom jednání (1902)
- Hořký román (1903)
- Balada o mrtvém ševci a mladé tanečnici (1904), zhudebnil Otakar Ostrčil[4]
- Český román (1904), největší básnická práce, zabývá se problémem české půdy[16]
- Dvě povídky (1912): v povídce Na vrcholu představuje lehce romantické srovnání dvou bratrů, slavného spisovatele a společenského vyděděnce. Druhá povídka Hoře popisuje setkání cirkusové artistky s nemocným umírajícím učitelem; prostředí, v němž se oba pohybují, je tak odlišné, že se její vzhled stává pro učitele horečnatou vidinou v agónii.[17]
- Loupežníci na Chlumu (1913), v roce 1927 zfilmováno[3]
- Z jiného světa: satirická veselohra ve 4 jednáních (1913). Komedie z fiktivního prostředí maloměstských Kozojed, do něhož vstoupila pražská slečna Olga, snoubenka starostova syna. Hra, která měla premiéru 2. září 1913 ve Vinohradském divadle, byla velmi neúspěšná jak kvůli nedostatkům samotného díla (nepevná forma), tak i kvůli slabému hereckému provedení[18]
- Podivná příhoda inženýra Vladivoje Vejvody a několik rozmarných povídek (1914) – inženýr při regulaci Labe narazí na vodníky; předchůdce žánru science fiction[3]
- O starém lakomci a jiné povídky (1919), fantastické, romantické i tragické příběhy zasazené převážně do Polabí. Ironicky kritizuje, ale především projevuje vřelý soucit[19]
- Dobrodružná mladost (1922), povídka
- Poustevník u sv. Anny (1922), romantická povídka o studentovi, který v sázce s ďáblem prohraje duši a po mnoha peripetiích skončí jako poustevník v lesním úvalu mezi Skutčí a Luží[20]
- Dobrodružství na severu (1924)
- V plamenech a jiné historické povídky (1925), poctěno státní cenou[12]
- Planá růže pětilistá: historický román (1930), o setkání Petra Voka z Rožmberka s fiktivní nevlastní dcerou[3]
- Sokolské básně a písně (1931)

## Další informace
Roku 1920 se stal předmětem zájmu spiritisty (média), který se domníval, že se mu podařilo navázat spojení s duchem (podle něj) zemřelého Karla Legra Moravského (zjevně si jej spletl s Gustavem Pflegrem Moravským), a při seancích zapisoval „duchovo“ vyprávění, týkající se posmrtného života, do dvou sešitků. Když mu Leger ironickým dopisem odpověděl, že je zdráv a že všechny zapsané informace jsou zcela chybné, vysvětlilo si to médium tím, že mu jiný duch podal jméno slavného literáta, aby mu dodal chuť ke psaní. Leger na základě této zkušenosti napsal roku 1923 článek o spiritismu do časopisu Zvon.